# Szczepanki (powiat brodnicki)
Szczepanki (niem. Dietrichsdorf) – wieś w Polsce położona w województwie kujawsko-pomorskim, w powiecie brodnickim, w gminie Jabłonowo Pomorskie.

## Podział administracyjny
W latach 1975–1998 miejscowość należała administracyjnie do województwa toruńskiego.

## Demografia
Według Narodowego Spisu Powszechnego (III 2011 r.) liczyły 354 mieszkańców. Są siódmą co do wielkości miejscowością gminy Jabłonowo Pomorskie.

## Historia
W 1627 roku Szczepanki należały do hrabiego Andrzeja Jenczewskiego. Posiadał on całe ziemie około 200 ha wraz z pobliskimi lasami. Hrabia Jenczewski stracił wieś podczas zaborów. Wtedy Szczepankami zarządzał niemiecki baron Michał Piotrowski. W XIX wieku w Szczepankach wybudowano szkołę podstawową, która od ponad 20 lat już nie funkcjonuje.

## Współczesność
Obecnie w Szczepankach znajduje się cmentarz wraz z kaplicą i kostnicą, a także hydrofornia zapewniająca dopływ wody do Jabłonowa Pomorskiego. Przez Szczepanki przepływa rzeka Lutryna. Głównym źródłem utrzymania ludności jest rolnictwo. Istnieją także gospodarstwa ekologiczne.